# Gallop
Gallop Co. Ltd. (株式会社ぎゃろっぷ Kabushiki Kaisha Gyaroppu?), a veces llamado Studio Gallop, es un estudio de animación japonés fundado en diciembre de 1978 por Akio Wakana.

## Historia
Akio Wakana, jefe de fotografía en Tōkyō Animation Film (actual Anime Film Limited Company) y exmiembro de Mushi Pro, tomó su independencia y fundó Gallop YK en diciembre de 1979. En ese momento, el estudio se especializa en fotografía y trabaja para Studio Pierrot y Group TAC.
En 1983, una parte del personal de Telecom Animation Film se integra al estudio, que luego se dedicaría a la sub-contratación de animación. En 1986, el estudio produjo su primer trabajo, Kenritsu Chikyū Bōei Gun, con OB Planning.
En 1988, la primera serie de televisión "Kiteretsu" iniciada por el contratista original se comenzó a emitir. En la animación de Fujiko se convirtió en un trabajo a largo plazo que duró ocho años después de la producción de la película "Shin-Ei" Doraemon".
En 1994, Studio Gallop comenzó su cooperación con el estudio de animación coreano Dong Woo Animation, que comenzó a subcontratar parte de la producción de Studio Gallop. Además de la subcontratación, colaboraron en otros trabajos con destino a la difusión en Corea del Sur.
En el pasado, tuvo como miembros del personal a animadores como Tsuji Hatsuki, Watanabe Hajime, Yoshinobu Tokiya, Kazuyuki Kobayashi y Kuniyuki Ishii.
El 27 de febrero de 2001, el estudio cambió su nombre a Gallop Co. Ltd. y también cambió su estado legal de Yūgen gaisha a Kabushiki gaisha. En 2012, Jirou Sugimura asumiría el cargo de Director Representante, pero Wakana volvió a ser Director Representante el año siguiente.

## Producciones

### Anime
| Título                                                        | Año de estreno | Notas                                                                                     |
| ------------------------------------------------------------- | -------------- | ----------------------------------------------------------------------------------------- |
| Mrs. Pepper Pot                                               | 1983           | Pierrot                                                                                   |
| Sherlock Holmes                                               | 1984           | TMS Entertainment y RAI                                                                   |
| High School! Kimengumi                                        | 1985           | Desde el episodio 8 hasta el episodio 26                                                  |
| Touch                                                         | 1985           | Group TAC                                                                                 |
| Hiatari Ryōkō!                                                | 1987           | Group TAC                                                                                 |
| The Three Musketeers Anime                                    | 1987           | Coproducción con DongWoo Animation                                                        |
| Kiteretsu                                                     | 1988           |                                                                                           |
| Miracle Giants Dome-kun                                       | 1989           |                                                                                           |
| Gaki Deka                                                     | 1989           |                                                                                           |
| Time-Patrol Bon: Fujiko F. Fujio Anime Special - SF Adventure | 1989           |                                                                                           |
| Tanken Gobrin Shima                                           | 1990           |                                                                                           |
| RPG Densetsu Hepoi                                            | 1990           |                                                                                           |
| Genji Tsūshin Agedama                                         | 1991           |                                                                                           |
| Hime-chan's Ribbon                                            | 1992           |                                                                                           |
| Chikyū SOS Sore Ike Kororin                                   | 1992           |                                                                                           |
| Dragon League                                                 | 1993           |                                                                                           |
| Akazukin Chacha                                               | 1994           |                                                                                           |
| Nurse Angel Ririka SOS                                        | 1995           |                                                                                           |
| Rurouni Kenshin: Meiji Kenkaku Romantan                       | 1996           | Solo 66 episodios (de 95); Coproducción con Studio DEEN                                   |
| Kodomo no Omocha                                              | 1996           |                                                                                           |
| Kochira Katsushika-ku Kameari Kōen Mae Hashutsujo             | 1996           |                                                                                           |
| Initial D                                                     | 1998           | Coproducción con Studio Comet                                                             |
| Ojarumaru                                                     | 1998           | Primer trabajo de producción digital                                                      |
| Transformers: Nueva Generación                                | 2000           |                                                                                           |
| Yu-Gi-Oh! Duel Monsters                                       | 2000           |                                                                                           |
| Beyblade                                                      | 2001           |                                                                                           |
| Rough-chan                                                    | 2002           |                                                                                           |
| Forza! Hidemaru                                               | 2002           |                                                                                           |
| Bomberman Jetters                                             | 2002           | Coproducción con Studio DEEN                                                              |
| Astroboy: Tetsuwan Atom                                       | 2003           | Coproducción con Tezuka Productions                                                       |
| Legendz                                                       | 2004           |                                                                                           |
| Yu-Gi-Oh! GX                                                  | 2004           |                                                                                           |
| Morizo to Kikkoro                                             | 2004           | Coproducción con NHK Enterprises                                                          |
| Eyeshield 21                                                  | 2005           |                                                                                           |
| Animal Yokochō                                                | 2005           | Coproducción con DongWoo Animation                                                        |
| Yu-Gi-Oh! Capsule Monsters                                    | 2006           | Serie de televisión estadounidense                                                        |
| Tokyo Style                                                   | 2006           |                                                                                           |
| Yu-Gi-Oh! 5D's                                                | 2008           |                                                                                           |
| Mainichi Kaasan                                               | 2009           | Coproducción de 63 episodios con animación complementaria, produciendo hasta 96 episodios |
| Kawa no Hikari                                                | 2009           |                                                                                           |
| Yu-Gi-Oh! ZEXAL                                               | 2011           |                                                                                           |
| Una noche tormentosa                                          | 2012           | Coproducción con Sparky Animation                                                         |
| Yu-Gi-Oh! ZEXAL II                                            | 2012           |                                                                                           |
| Sazae-san                                                     | 2013           | Coproducción con Eiken                                                                    |
| Yu-Gi-Oh! ARC-V                                               | 2014           |                                                                                           |
| Majin Bone                                                    | 2014           | Coproducción con Toei Animation                                                           |
| Lady Jewelpet                                                 | 2014           | Coproducción con Zexcs                                                                    |
| Doraemon                                                      | 2014           | Coproducción con Shin-Ei Animation                                                        |
| World Trigger                                                 | 2014           | Coproducción con Toei Animation                                                           |
| Jewelpet: Magical Chance                                      | 2015           | Coproducción con Studio DEEN                                                              |
| Yu-Gi-Oh! VRAINS                                              | 2017           |                                                                                           |
| Bakutsuri Bar Hunter                                          | 2018           | Coproducción con Toei Animation                                                           |
| Fushigi Dagashiya Zenitendō                                   | 2020           |                                                                                           |
| Boku to Roboko                                                | 2022           | Adaptación del manga de Shūhei Miyazaki                                                   |

#### Especiales
| Título                                                                                               | Año de estreno | Episodios |
| --- | -------------- | --------- |
| Kochira Katsushikaku Kameari Kouenmae Hashutsujo: Maguro no Notta Keikan                             | 2005           | 1         |
| Kochira Katsushikaku Kameari Kouenmae Hashutsujo: Ryou-san to Chyuuken Rakkii Monogatari - Kameari D | 2005           | 1         |
| Kochira Katsushikaku Kameari Kouenmae Hashutsujo: Hashire! Ryoutsu-shiki Chinchin Densha             | 2006           | 1         |
| Kochira Katsushikaku Kameari Kouenmae Hashutsujo: Ryou-san no Sushi Kuinee! - Choujyou Maguro Taiket | 2007           | 2         |
| Kochira Katsushikaku Kameari Kouenmae Hashutsujo: Mezase! Kameari Superstar!! Ryoutsu-shiki Aidoru h | 2008           | 2         |
| Kochira Katsushikaku Kameari Kouenmae Hashutsujo: The Final - Ryoutsu Kakichi Saigo no Hi            | 2016           | 1         |

### OVA
| Título                                                       | Año de estreno | Episodios | Nota                            |
| ------------------------------------------------------------ | -------------- | --------- | ------------------------------- |
| Prefectural Earth Defense Force                              | 1986           | 1         | Coproducción con OB Planning    |
| To-y                                                         | 1987           | 1         |                                 |
| Mugen Shinshi: Bouken Katsugeki-hen                          | 1987           | 1         |                                 |
| One Pound Gospel                                             | 1988           | 1         |                                 |
| Akazukin Chacha                                              | 1995           | 3         |                                 |
| Anime Koten Bungaku Kan                                      | 2003           | 6         |                                 |
| Kindaichi Shounen no Jikenbo: Kuromajutsu Satsujin Jiken-hen | 2012           | 2         | Coproducción con Toei Animation |

### Películas
| Título                                                                                        | Año de estreno | Nota                     |
| --------------------------------------------------------------------------------------------- | -------------- | ------------------------ |
| Urusei Yatsura: Only You                                                                      | 1983           | Coproducción con Pierrot |
| Urusei Yatsura 2: Beautiful Dreamer                                                           | 1984           | Coproducción con Pierrot |
| MAPS: Densetsu no Samayoeru Seijin-tachi                                                      | 1987           |                          |
| TWD Express Rolling Takeoff                                                                   | 1987           |                          |
| Anime Sanjuushi: Aramis no Bouken                                                             | 1989           |                          |
| Gondora                                                                                       | 1997           |                          |
| Rurouni Kenshin: Meiji Kenkaku Romantan - Ishinshishi e no Chinkonka                          | 1997           |                          |
| Kochira Katsushikaku Kameari Kouenmae Hashutsujo The Movie                                    | 1999           |                          |
| Ojarumaru the Movie: The Promised Summer - Ojaru and Semira                                   | 2000           |                          |
| Kochira Katsushikaku Kameari Kouenmae Hashutsujo The Movie 2: UFO Shuurai! Tornado Daisakusen | 2003           |                          |
| Yu-Gi-Oh! La película: Pirámide de la luz                                                     | 2004           |                          |
| Yu-Gi-Oh!: Bonds Beyond Time                                                                  | 2010           |                          |
| Yu-Gi-Oh! El Lado Oscuro de las Dimensiones                                                   | 2016           |                          |